# Susan Lee
Susan Lee (7 giugno 1966) è un'ex canottiera australiana, vincitrice del bronzo olimpico per la nel quattro con a Los Angeles 1984 insieme a Robin Grey-Gardner, Karen Brancourt, Susan Chapman e Margot Foster.

## Palmarès
- Giochi olimpici

Los Angeles 1984: bronzo nel quattro con.